# Фриапатий
Фриапатий (на гръцки: ΦΡΙΑΠΑΤΙΟΣ) или Приапат, е владетел на Партия от династията на Арсакидите. Управлява ок. 191 – 176 г. пр.н.е. или 185 – 170 г. пр.н.е.

## Живот
Фриапатий е наследник на Арсак II. Според Юстин (Epitoma Historiarum Philippicarum, XLI 5), Фриапатий е трети владетел на партите и е носил също тронното име Арсак. Той е баща на Фраат I, Митридат I и може би Артабан I. За неговото 15-годишно управление не се знае почти нищо.
Древните източници не дават сведения за родствената връзка на Фриапатий с неговите предшественици. Противно на по-ранните предположения, той най-вероятно не е син на Арсак II. Два остракона, открити сред руините на първата партска столица Ниса (близо до дн. Ашхабад, Туркменистан), съдържат текстове на арамейски, споменаващи Фриапатий (Pryptk) като син на племенника на Арсак ('rṡk). Учените стигат до извода, че Фриапатий може би е внук на Тиридат, по-младият брат на Арсак I. Макар и много вероятно, това не е доказано с абсолютна сигурност.